# Ян Кршесадло
Ян Кршесадло (справжнє ім'я: Вацлав Ярослав Карел Пінкава; *9 грудня 1926, Прага, Чехословаччина – †13 серпня 1995, Колчестер, Велика Британія) — чеський письменник, поет, психотерапевт, перекладач, композитор, художник, автор наукової фантастики та ерудит. Його творчість охоплювала широкий спектр жанрів, від професійних наукових праць до сатиричних і фантастичних творів.

## Освіта та ранні роки
Після закінчення середньої школи в гімназії Бенеша в Празі, звідки його тимчасово виключили під час протекторату через глузування з німецької мови, він продовжив навчання в Торговій академії. Повернувшись до гімназії у 1945 році, успішно завершив її у 1947 році, отримавши відзнаку з грецької мови. Після цього він розпочав навчання на Філософському факультеті Карлового університету за спеціальністю англійська мова та література.
Однак у 1949 році його навчання перервало політичне переслідування – його звинуватили в участі у підготовці збройного повстання. Попри дві апеляції прокурора, суди трьох інстанцій виправдали його через відсутність доказів. Втім, його виключили з університету як «класового ворога».
Протягом трьох років він працював підсобним робітником на форелевій фермі в Ліб'єхові, а після цього проходив військову службу в Домажлицях. У 1952 році зміг повернутися до навчання, вступивши на факультет психології Карлового університету, який закінчив у 1954 році. Того ж року померла його мати.

## Кар'єра та творчість
У 1957 році Ян Кршесадло одружився й почав працювати клінічним психологом у лікарні «У Аполінарже», де займався проблемами сексуальних девіацій. У 1968 році він здобув докторський ступінь.
Він був членом напівлегального мистецького об’єднання SPOMAKO (чес. Spojené malostranské kostely; укр.:ОММЦ — Об'єднання малих міських церков), де співпрацював із диригентом Йозефом Херцлом, перекладачем творів Шекспіра Бржетіславом Ходеком, Вацлавом Витваром, Отто Альбертом Тихим, органістом кафедрального собору Святого Віта Отто Новаком та іншими.

## Еміграція та пізні роки
Після серпневої інвазії військ Варшавського договору в Чехословаччину у 1968 році він емігрував до Великої Британії разом із дружиною та чотирма дітьми. Там він працював клінічним психологом, очолював відділення. У 1982 році вийшов на пенсію та повністю присвятив себе мистецтву.
За свій дебютний роман «Трупоспівці» (чес. Mrchopěvci), опублікований у видавництві '68 Publishers, отримав Премію Егона Гостовського.
Кршесадло використовував різні псевдоніми, такі як Джейк Роландс (автор пригодницьких романів), J. K. Klement (перекладач), Юрай Грон (літератор), Фердинанд Лучовицький з Лучовіц та на Сухому Долі (композитор), Каміл Троуд (ілюстратор) тощо.
Крім літератури, він займався музикою, створивши, зокрема, "Глаголичну месу". Також він опублікував праці в галузі математичної логіки, розробивши власну систему багатозначних логік.
Як справжній поліглот та інтелектуал, він разом зі своєю дочкою переклав англійською мовою "Вінок сонетів" Ярослава Сейферта і створив власну полемічну збірку "Непримиренність" (чес. Vzdorověnec).
Його досить цікавим твором вважається роман "Зореліт, або Маленька космічна одіссея" (чес. Hvězdoplavba, aneb Malá kosmická odysea), науково-фантастичний епос, що налічує понад 6500 віршованих рядків, написаних гомерівською старогрецькою мовою з паралельним чеським перекладом. Ця книга була опублікована вже після його смерті.
Його останки поховані на цвинтарі у Виноградах у Празі під пам’ятником, створеним його сином Яном Пінкавою.

### Довідка
1. 1 2 3 4  Чеська національна авторитетна база даних
2. ↑  Adamovič, Ivan; Neff, Ondřej (1995). Slovník české literární fantastiky a science fiction (вид. Vyd. 1). Praha: R3. ISBN 978-80-85364-57-6.

### Зовнішні посилання
- Великий чесько-англійський вебсайт про Яна Кршесадла
- Талант як зобов'язання (Програма Чеського радіо Plus, спогади близьких про Вацлава Пінкаву, цитати з літератури)
- Ян Кршесадло в інформаційній системі abART